# سرزمین چاتو
سرزمین چاتو (به انگلیسی: Chato's Land) یک فیلم سینمایی آمریکایی در ژانر وسترن با تکنولوژی تکنی‌کالر محصول سال ۱۹۷۲ میلادی به کارگردانی مایکل وینر با بازی چارلز برانسون و جک پالانس است.

## داستان
پس از اینکه پاردون چاتو، یک رنگین‌پوست، مارشالی آمریکایی را در دفاع از خود به قتل می‌رساند، گروهی به تعقیب او پرداخته و وارد منطقه تحت کنترل سرخپوستان می‌شوند و…

## تولید
این فیلم در آلمریا اسپانیا فیلمبرداری شده‌است.